# Селищенский сельсовет (Тереховский район)
Селищенский сельсовет (бел. Се́лішчанскі сельсавет) — упразднённая административно-территориальная единица в составе Тереховского района Гомельского округа. Административный центр — посёлок Селище 2.

## История
После второго укрупнения БССР с 8 декабря 1926 года сельсовет в составе Добрушского района Гомельского округа БССР. 
С 4 августа 1927 года в составе Тереховского района. 
30 декабря 1927 года упразднен, территория присоединена к Кормянскому сельсовету.

## Состав
- Селище 2 — посёлок